# Синагога (Олександрія, Рівненський район)
Синагога в Олександрії була зруйнована під час погрому під час Другої світової війни. Після війни не відновлена.